# Ultra alta definició
El super hi-vision, també conegut com a vídeo d'ultra alta definició, ultra high definition television (UHDTV), Ultra HDTV, 4320p, i ultra high definition video (UHDV) és un format de vídeo digital, actualment proposat per la NHK del Japó.
Aquestes dos senyals de vídeo digital van ser proposades per l'empresa nipona NHK i aprovades pel ITU (Cos Internacional de Telecomunicacions).
Especificacions principals:
- Resolució: 7,680 × 4,320 pixels (16:9) (aproximadament 33 megapíxels)
- Imatges per segon: 60 imatges/s.
- Àudio: 22.2 canals
  - 9 - Per a dalt de les oïdes
  - 10 - A nivell de les oïdes
  - 3 - Per sota de les oïdes
  - 2 - Baixes freqüències
- Banda: 21 GHz de freqüència de banda
  - 600 MHz, 5006600 Mbit/s de banda

Resolució UHDTV contrastat amb altres formats de vídeo digital.

La tecnologia UHDV proporciona una imatge la resolució de la qual és 16 vegades superior a l'alta definició (1920x1080), i fins a 75 vegades superior al sistema PAL (768x576), ja que la tecnologia UHDTV compta amb més de 4.000 línies d'escaneig horitzontal, i una resolució de pantalla de 7680x4320, és a dir, 33 milions de píxels, comparada amb les 1.080 línies de l'HDTV i 2 milions de píxels, la qual cosa millora notablement la nitidesa de la imatge i també l'experiència amb els nous sistemes digitals d'entreteniment, com les consoles de videojocs.

## Història
2003Donada la seva naturalesa experimental, els enginyers de NHK van haver de construir l'equip des de zero. A la demostració de setembre de 2003 van usar una bateria de 16 gravadores d'HDTV per poder capturar el senyal de prova, que durava 18 minuts. La càmera utilitzada va ser construïda a partir de 4 cel·les CCD de 64 mm cadascuna, amb una resolució total de 3840 × 2160. A partir d'aquesta resolució, va ser emprat el pixel shifting per augmentar la imatge capturada a 7680 × 4320.
2005El sistema va ser demostrat en l'Expo 2005 d'Aichi, Japó. Al novembre de 2005 NHK va demostrar la transmissió en viu d'un programa en Super Hi-Vision (UHDV) sobre una xarxa de 260 km de fibra òptica. Usant la multiplexació per divisió en longituds d'ona denses (DWDM), van aconseguir una velocitat de 24 gigabits a través de 16 senyals, de diferents longituds d'ona.
2006El sistema UHDTV va ser demostrat al NAB-Electronic Media Show l'any 2006. El sistema UHDTV va ser demostrat en l'International Broadcasting Convention l'any 2006, a la ciutat d'Amsterdam, Holanda, i va ser publicat en Broadcast Engineering e-newsletter.
2007El sistema UHDTV va ser demostrat en el CES a la ciutat de Las Vegas.
2010Des de juliol de 2010, el lloc d'Internet YouTube ha permès pujar vídeos 4K, a una resolució de fins a 4096 x 3072 (4: 3)
2012L'arribada del primer televisor UHDTV o 4k als EUA fou a l'octubre del 2012
2013En el CES 2013 LG va presentar el primer televisor a 8K de 95 polzades.
2014En el CES 2014 Samsung va presentar el seu primer televisor a 8K de 98 polzades.
2016
Durant la celebració dels Jocs olímpics de Rio 2016 van començar les emissions de TV a 8k. La televisió japonesa emet per primera vegada en ultra alta definició 8K. La cadena de televisió estatal nipona NHK ha començat les seves emissions de prova en ultra alta definició 4K i 8K, amb l'objectiu d'afinar aquesta tecnologia i generalitzar el seu ús davant dels futurs Jocs Olímpics que la capital japonesa acollirà el 2020. Es tracta de la primera emissió de prova a nivell mundial realitzada en 8K, el format superior dins de l'anomenada ultra alta definició que compta amb una resolució de 4.320 píxels (33,2 megapíxels), és a dir, setze vegades més que l'actual estàndard d'alta definició.
Les emissions es duran a terme en els canals per satèl·lit de NHK, i està previst que per 2018 el format d'ultra alta definició sigui habitual en les mateixes.
La tecnologia d'ultra alta definició o 4K multiplica per quatre el nombre de píxels d'una pantalla d'alta definició, de manera que la resolució és quatre vegades superior a l'alta definició o alta definició emprada actualment. No obstant això, els televidents no podran captar les emissions en 4K i 8K amb receptors i televisors convencionals, de manera que NHK té previst instal·lar aquest tipus d'aparells a les seves seus i en llocs públics de les grans ciutats del país per promocionar la nova tecnologia.
El format 4K ja havia estat emprat en fase de proves en altres països, encara que el Japó va ser un dels pioners en el seu desenvolupament gràcies als projectes duts a terme per NHK en col·laboració amb universitats nipones i amb companyies com Sony, Panasonic, Sharp Corporation o Toshiba.

## Tecnologia experimental
Donada la seva naturalesa experimental, NHK va haver de recórrer a construir l'equip des de zero. En la demostració de Setembre 2003 van usar una bateria de 16 gravadores d'HDTV per poder capturar el senyal de prova (que durava 18 minuts).
En si la càmera que van usar va ser construïda a partir de 4 CCDs, de 64 mm cadascun, amb una resolució total de 3840×2160. A partir d'aquesta resolució van emprar el pixel shifting (corriment de píxel) per augmentar la imatge capturat a 7680 × 4320.

## Demostracions
El sistema va ser demostrat en l'Expo 2005 d'Aichi, Japó, les conferències NAB-Electronic Interview Show 2006 i 2007 en Las Vegas, i en l'International Broadcasting Convention 2006 d'Amsterdam, Països Baixos. Un resum del demo NAB 2006
va ser publicat en el Broadcast Engineering i-newsletter.
Al novembre de 2005 NHK va demostrar una transmissió en viu d'un programa en Super Hi-Vision (UHDV) sobre una xarxa de 260 km de fibra òptica. Usant la multiplexació per divisió en longituds d'ona denses (DWDM), va ser aconseguida una velocitat de 24 gigabits a través de 16 senyals de longituds d'ona diferents.

## Capacitat
Els 18 minuts de video UHDV sense comprimir consumeixen al voltant de 3.5 terabytes i un sol minut al voltant de 194 gigaoctets (sent així aproximadament 25 terabytes d'emmagatzematge per 2 hores). Si el vídeo d'HDTV (1920×1080p60) té un bitrate de 60 Mbit/s, usant la compressió MPEG-2, llavors un vídeo que és 4 vegades la quantitat de píxels, a l'alt i a l'ample, requereix un bitrate 16 vegades aquesta quantitat, la qual cosa portaria a 100 GB para 18 minuts d'UHDV o 6 GB per minut. Si s'implementés els còdecs H.264 (MPEG-4 AVC) o VC-1 s'arribaria a usar solament la meitat del bitrate de MPEG-2, traduint-se a 50 GB per cada 18 minuts d'UHDV, o 3 GB per minut. (Suposant que fos una compressió lineal, quan en realitat és una miqueta estocàstic, la qual cosa vol dir que és un bitrate exagerat i serien més que acceptables els resultats a taxes de compressió molt més baixes)
Això suposa que la tecnologia actual és incapaç de manejar la ultradefinició, per la qual cosa s'estima que en 15 anys apareguin prototips compatibles.

## So
El futur televisor UHDV estarà proveït d'un so 22.2, (10 altaveus a nivell mitjà, 9 a nivell superior, 3 a nivell baix, i 2 per als efectes baixos), clarament superior al 5.1 o 7.1 que existeixen en l'actualitat.
No obstant això, passarà algun temps sense que es pugui emprar aquesta tecnologia a nivell domèstic, a causa que produir pel·lícules i altres continguts audiovisuals serà molt més complex. Els defectes es notaran a simple vista, i a més el maquinari i equipament que s'han d'utilitzar per poder treballar amb aquest tipus de tecnologia encara no estan disponibles.

### Qüestions d'emmagatzematge

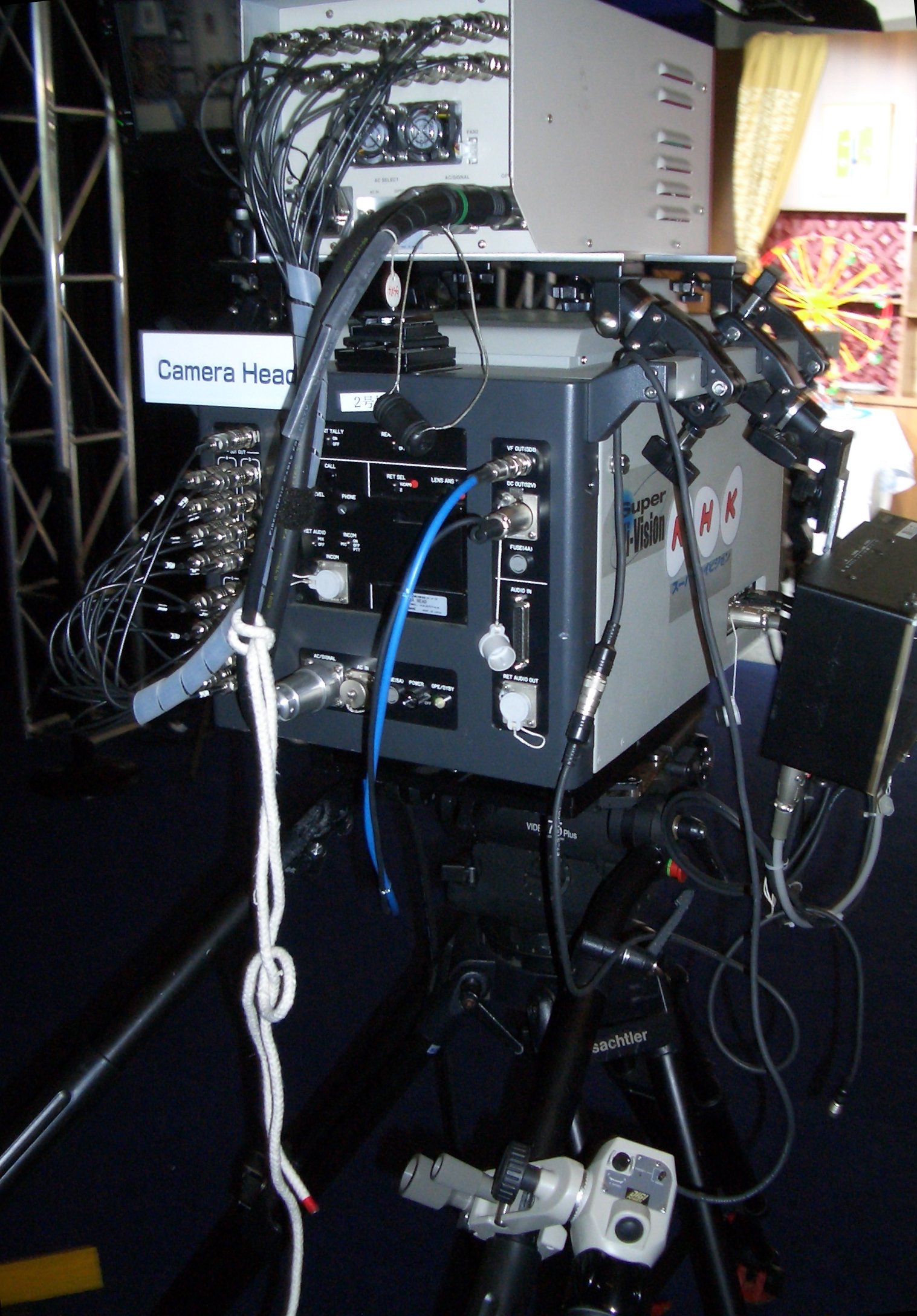
Una càmera d'UHDTV

Tot l'anterior voldrà dir que un disc hologràfic versàtil de 12 cm amb una separació de 3 microns entre cada pista (cadascun de 3.9 TB) podria emmagatzemar al voltant d'unes 11 hores de vídeo UHDV amb MPEG-2 o 22 hores usant la compressió H264/VC1, comparat amb els 18 minuts i mig de capacitat si això no tingués compressió. D'una altra manera usant un disc Blu-ray de 8 capes (amb una capacitat total de 200 GB) es podria emmagatzemar aproximadament 36 minuts de vídeo UHDV amb MPEG-2, o 72 minuts amb H264/VC-1 (sense comprimir, seria amb prou feines un minut d'UHDV). A 50 TB un protein-coated disc (PCD) podria emmagatzemar al voltant de 284 hores (12 dies) de vídeo UHDV amb compressió H.264/AVC/VC-1, però resultaria redundant atès que aquest mitjà podria contenir 4 hores de video UHDV sense comprimir. Una vegada que s'aconsegueix implementar materials ferroelèctrics estabilitzants es podria emmagatzemar al voltant de 1024 hores de video UHDV sense comprimir i 24.064 hores de vídeo UHDV amb compressió H.264/AVC/VC-1.

## Fabricants

### Sony
Sony ha tret a la venda el seu telèfon mòbil capaç de gravar i reproduir en resolució 4K UHD es tracta del seu aparell Sony Xperia Z5 Premium, a més de ja comptar en el mercat amb la seva àmplia gamma de Televisions que poden suportar la 4K UHD comptant amb diferents estils i models que tenen aquesta capacitat.
La televisió a la venda més gran amb la qual compta fins avui és de 86 polzades permetent la reproducció d'arxius en resolució 4k

### LG
LG va presentar a la Fira Internacional d'Electrònica CES 2014 cinc nous equips de TV Ultra HD d'entre 55 "i 77".
Una d'aquestes presentacions va ser el LG 77EC9800, amb pantalla OLED corba de 77 " el qual compta amb una resolució 4K Ultra HD (3840 x 2160 píxels) que permet al televident tenir una millor perspectiva visual. El televisor va guanyar el premi "El Millor de les Innovacions" del CES 2014.

### Toshiba
El 6 de gener de 2014 a la Fira Internacional d'Electrònica CES, Toshiba va presentar nous televisors Ultra HD d'entre 32 "i 65" i els primers portàtils amb pantalla Ultra HD, el Satellite P50t-B per a la gamma de consum i el Tecra W50 per al mercat professional.
Amb aquests portàtils ja és possible interactuar en aquesta resolució, per exemple amb jocs, edició d'imatge i vídeo.

### Red one
La compañía Red Digital Cinema Camera presumeix que la seva càmera captura a Ultra Alta Definició, tot i que la seva resolució màxima és de 2540p (una mica més que l'estàndard Digital Cinema 4k de 4096 × 2160).

### Samsung
El telèfon mòbil Samsung Galaxy Note 3 de la companyia coreana compta amb una càmera amb capacitats de vídeo 4K (2160p).

### Panasonic
A la fira IBC del Japó de 2008 va ser una de les primeres marques a mostrar un sensor capaç de gravar en resolució 4K UHD. Al setembre de 2013 va ser la primera marca a anunciar una TV capaç de suportar resolució 4K a 60fps amb la seva TV de 65 polzades model WT600, gràcies a ser el primer TV al món compatible amb l'estàndard HDMI 2.010.